# Слобідська сільська рада (Коростишівський район)
Слобідська сільська рада — колишня адміністративно-територіальна одиниця та орган місцевого самоврядування у Коростишівському і Черняхівського районів Малинської і Волинської округ, Київської й Житомирської областей Української РСР та України з адміністративним центром у с. Слобідка.

## Населені пункти
Сільській раді підпорядковані населені пункти:
- с. Слобідка
- с. Червоний Гай

## Населення
Відповідно до результатів перепису населення СРСР, кількість населення ради станом на 12 січня 1989 року становила 956 осіб.
Станом на 5 грудня 2001 року, відповідно до перепису населення України, кількість мешканців сільської ради становила 693 особи.

## Склад ради
Рада складається з 14 депутатів та голови.

### Керівний склад сільської ради
| ПІБ                              | Основні відомості                                                                       | Дата обрання | Дата звільнення |
| -------------------------------- | --------------------------------------------------------------------------------------- | ------------ | --------------- |
| Безсмертний Микола Володимирович | Сільський голова, 1962 року народження, освіта                                          | 26.03.2006   | 31.10.2010      |
| Безсмертний Микола Володимирович | Сільський голова, 1962 року народження, освіта середня спеціальна, член Партії регіонів | 31.10.2010   |                 |

Примітка: таблиця складена за даними джерела

## Історія
Створена 1923 року в с. Слобідка Коростишівської волості Радомисльського повіту Київської губернії. Станом на 1 жовтня 1941 року в підпорядкуванні значилося с. Зелений Гай (згодом — Червоний Гай).
Станом на 1 вересня 1946 року сільська рада входила до складу Коростишівського району Житомирської області, на обліку в раді перебувало с. Слобідка.
5 березня 1959 року, відповідно до рішення Житомирського облвиконкому № 161 «Про ліквідацію та зміну адміністративно-територіального поділу окремих сільських рад області», підпорядковано с. Кам'яний Брід ліквідованої Кам'янобрідської сільської ради Коростишівського району. 10 березня 1966 року, відповідно до рішення Житомирського ОВК № 126 «Про утворення сільських рад та зміни в адміністративному підпорядкуванні деяких населених пунктів області», в с. Кам'яний Брід відновлено окрему сільську раду.
На 1 січня 1972 року сільська рада входила до складу Коростишівського району Житомирської області, на обліку в раді перебували села Слобідка та Червоний Гай.
12 червня 2019 року територію та населені пункти ради приєднано до складу Старосілецької сільської територіальної громади Коростишівського району Житомирської області.
Входила до складу Коростишівського (7.03.1923 р., 7.01.1963 р.) та Черняхівського (30.12.1962 р.) районів.